# 3e cérémonie des Seattle Film Critics Association Awards
La 3e cérémonie des Seattle Film Critics Association Awards, décernés par la Seattle Film Critics Association, a eu lieu le 30 décembre 2004, et a récompensé les films réalisés dans l'année.

## Palmarès
- Meilleur film : 
  - Million Dollar Baby

- Meilleur réalisateur :
  - Clint Eastwood pour Million Dollar Baby

- Meilleur acteur :
  - Jamie Foxx pour le rôle de Ray Charles dans Ray

- Meilleure actrice :
  - Imelda Staunton pour le rôle de Vera dans Vera Drake

- Meilleur acteur dans un second rôle :
  - Thomas Haden Church pour le rôle de Jack Lopate dans Sideways

- Meilleure actrice dans un second rôle :
  - Virginia Madsen  pour le rôle de Maya Randall dans Sideways

- Meilleur scénario original :
  - Eternal Sunshine of the Spotless Mind – Charlie Kaufman

- Meilleur scénario adapté :
  - Sideways – Alexander Payne et Jim Taylor

- Meilleure photographie :
  - Hero (英雄) – Christopher Doyle

- Meilleure musique de film :
  - Aviator (The Aviator) – Howard Shore

- Meilleur film en langue étrangère :
  - Maria, pleine de grâce (María llena eres de gracia) •  Colombie /  États-Unis

- Meilleur film d'animation :
  - Les Indestructibles (The Incredibles)

- Meilleur film documentaire : (égalité)
  - Control Room
  - La Mort suspendue (Touching the Void)

- Living Treasure Award :
  - Henry Bumstead

- Special Citation :
  - Richard Schickel et Brian Jamieson pour la restauration de Au-delà de la gloire (The Big Red One)